# (Something Inside) So Strong
(Something Inside) So Strong is een nummer van de Britse zanger Labi Siffre. Het is de eerste single van zijn zevende studioalbum So Strong uit 1987 en werd in februari dat jaar op single uitgebracht.
Siffre bracht het nummer uit na jarenlang inactief te zijn op muzikaal gebied. Het nummer kwam tot stand toen Siffre in 1984 een documentaire zag over de Apartheid in Zuid-Afrika, waarin een blanke soldaat zwarte kinderen neerschiet. Vervuld van walging besloot Siffre een nummer tegen de Apartheid te componeren, wat resulteerde in "(Something Inside) So Strong". De plaat werd een hit op de Britse eilanden, in Nederland, België en Australië en bereikte in thuisland het Verenigd Koninkrijk de 4e positie in de UK Singles Chart.
In Nederland werd de plaat in het voorjaar van 1987 veel gedraaid op Radio 3 en werd een grote hit. De plaat bereikte de 3e positie in de Nederlandse Top 40 en de 4e positie in de Nationale Hitparade Top 100. In de Europese hitlijst op Radio 3, de TROS Europarade, werd géén notering behaald. 
In België bereikte de plaat de 
14e positie in de Vlaamse Ultratop 50 en de 16e positie in de Vlaamse Radio 2 Top 30. Het is daarmee de grootste hit en het bekendste nummer van Labi Siffre.

## NPO Radio 2 Top 2000
| Nummer met noteringen in de NPO Radio 2 Top 2000 | '99 | '00 | '01 | '02 | '03 | '04 | '05 | '06 | '07 | '08 | '09 | '10 | '11 | '12 | '13 | '14 | '15 | '16  | '17  | '18  | '19  | '20  | '21  | '22  | '23  | '24  |
| ------------------------------------------------ | --- | --- | --- | --- | --- | --- | --- | --- | --- | --- | --- | --- | --- | --- | --- | --- | --- | ---- | ---- | ---- | ---- | ---- | ---- | ---- | ---- | ---- |
| (Something Inside) So Strong                     | 475 | 583 | 424 | 626 | 836 | 673 | 734 | 668 | 776 | 684 | 855 | 846 | 878 | 428 | 922 | 815 | 861 | 1164 | 1424 | 1399 | 1570 | 1610 | 1359 | 1609 | 1800 | 1954 |

1. ↑  Een vetgedrukt getal geeft de hoogste notering aan.